# Амнанярылькы
Амнанярылькы (устар. Алине-Нярый-Кы) — река в России, протекает по территории Ямало-Ненецкого АО. Устье реки находится в 36 км по левому берегу реки Сяльчальнярылькы. Длина реки составляет 67 км.

## Данные водного реестра
По данным государственного водного реестра России относится к Нижнеобскому бассейновому округу, водохозяйственный участок реки — Таз. Речной бассейн реки — Таз.
Код объекта в государственном водном реестре — 15050000112115300064737.